# Purple Reign
Purple Reign è un mixtape del rapper statunitense Future, pubblicato il 17 gennaio 2016 dalla Freebandz Records.

## Composizione
Secondo Matthew Ramirez di Spin, Purple Reign continua con lo stile antagonista visto nei precedenti lavori del rapper, ma questa volta con più moderazione, al punto che Future suona stoico e gli strumenti “muti” e “monocromatici”.

## Pubblicazione e promozione
Il mixtape è stato pubblicato a sorpresa il 17 gennaio 2016, rendendolo disponibile per il download su piattaforme di hosting di mixtape come DatPiff e LiveMixtapes. Nel 2020, Future ha iniziato a ripubblicare i suoi vecchi mixtape che non erano ancora disponibili sulle piattaforme di streaming digitale, come ad esempio Beast Mode e 56 Nights. Il 16 aprile Purple Reign è stato reso disponibile sulle piattaforme streaming e la sua tracklist è stata appositamente modificata: il brano Wicked è stato rimosso data la sua inclusione all'interno del successivo album in studio di Future chiamato Evol, combinando inoltre le tracce Intro e All Right e estendendo Salute. La canzone News or Something è stata inclusa come traccia finale del nastro, originariamente uscita nel 2015 sul profilo SoundCloud di Future come parte della serie "#MonsterMondays". Il mixtape ha raggiunto la posizione numero 53 degli album più ascoltati su ITunes negli Stati Uniti e alla numero 69 in Francia.

## Accoglienza
| Recensione       | Giudizio |
| ---------------- | -------- |
| Metacritic       | 71/100   |
| Consequence      | B-       |
| HipHopDX         |          |
| Pitchfork        | 7.2/10   |
| PopMatters       |          |
| Spectrum Culture |          |
| Spin             | 7/10     |
| Tiny Mix Tapes   |          |

Su Metacritic, il mixtape ha ricevuto un punteggio medio di 71 su 100 basato su 6 recensioni, indicando "recensioni generalmente favorevoli". Hayson Greene di Pitchfork ha scritto che Purple Reign fosse «un bel nastro, ma considerato nel novero dei rapper più vitali in attività, relativamente minore».

## Tracce
1. Intro – 0:55
2. All Right – 2:16 (testo: Nayvadius Wilburn, Leland Wayne, Andre Proctor, Brian Soko, Rasool Diaz – musica: Metro Boomin, Dre Moon, Brian Soko, Rasool Diaz)
3. Wicked – 2:53 (testo: Nayvadius Wilburn, Leland Wayne, Joshua Luellen, Özcan Deniz – musica: Metro Boomin, Southside)
4. Never Forget – 3:20 (testo: Nayvadius Wilburn – musica: Jon Boii)
5. Drippin' (How U Luv That) – 3:10 (testo: Nayvadius Wilburn, Leland Wayne – musica: Metro Boomin)
6. Inside the Mattress – 3:30 (testo: Nayvadius Wilburn, Brandon Rackley, James Rosser Jr., Trevon Campbell – musica: Nard & B, XL)
7. Hater Shit – 3:04 (testo: Nayvadius Wilburn, Leland Wayne – musica: Metro Boomin)
8. Salute – 2:47 (testo: Nayvadius Wilburn, Gary Hill, Kendricke Brown – musica: DJ Spinz, K-Major)
9. Bye Bye – 2:55 (testo: Nayvadius Wilburn, Xavier Dotson – musica: Zaytoven)
10. No Charge – 2:42 (testo: Nayvadius Wilburn, Joshua Luellen – musica: Southside)
11. Run Up – 3:17 (testo: Nayvadius Wilburn, Gary Hill – musica: DJ Spinz)
12. Perkys Calling – 4:06 (testo: Nayvadius Wilburn, Joshua Luellen, Michael Holmes – musica: Southside, DZL)
13. Purple Reign – 4:06 (testo: Nayvadius Wilburn, Leland Wayne – musica: Metro Boomin)

Traccia bonus
1. News or Something – 3:34 (testo: Nayvadius Wilburn, Brandon Rackley, James Rosser Jr. – musica: Nard & B)